# Communauté de communes Élan Limousin Avenir Nature
Die Communauté de communes Élan Limousin Avenir Nature ist ein französischer Gemeindeverband mit der Rechtsform einer Communauté de communes im Département Haute-Vienne in der Region Nouvelle-Aquitaine. Sie wurde am 19. Oktober 2016 gegründet und umfasst 24 Gemeinden. Der Verwaltungssitz befindet sich im Ort Ambazac.

## Historische Entwicklung
Der Gemeindeverband entstand mit Wirkung vom 1. Januar 2017 durch die Fusion der Vorgängerorganisationen 
- Communauté de communes Porte d’Occitanie,
- Communauté de communes l’Aurence et Glane Développement und
- Communauté de communes des Monts d’Ambazac et du Val du Taurion.

## Mitgliedsgemeinden
| Gemeinde                                           | Einwohner 1. Januar 2022 | Fläche km² | Dichte Einw./km² | Code INSEE | Postleitzahl |
| -------------------------------------------------- | ------------------------ | ---------- | ---------------- | ---------- | ------------ |
| Ambazac                                            | 5.565                    | 57,83      | 96               | 87002      | 87240        |
| Bersac-sur-Rivalier                                | 626                      | 32,54      | 19               | 87013      | 87370        |
| Bessines-sur-Gartempe                              | 2.739                    | 55,41      | 49               | 87014      | 87250        |
| Breuilaufa                                         | 114                      | 4,60       | 25               | 87022      | 87300        |
| Chamboret                                          | 788                      | 21,59      | 36               | 87033      | 87140        |
| Compreignac                                        | 1.866                    | 47,62      | 39               | 87047      | 87140        |
| Folles                                             | 443                      | 31,18      | 14               | 87067      | 87250        |
| Fromental                                          | 517                      | 22,65      | 23               | 87068      | 87250        |
| Jabreilles-les-Bordes                              | 239                      | 19,05      | 13               | 87076      | 87370        |
| La Jonchère-Saint-Maurice                          | 802                      | 15,59      | 51               | 87079      | 87340        |
| Laurière                                           | 528                      | 20,77      | 25               | 87083      | 87370        |
| Le Buis                                            | 183                      | 6,55       | 28               | 87023      | 87140        |
| Les Billanges                                      | 298                      | 22,61      | 13               | 87016      | 87340        |
| Nantiat                                            | 1.584                    | 25,42      | 62               | 87103      | 87140        |
| Nieul                                              | 1.594                    | 16,97      | 94               | 87107      | 87510        |
| Razès                                              | 1.161                    | 24,14      | 48               | 87122      | 87640        |
| Saint-Jouvent                                      | 1.630                    | 24,96      | 65               | 87152      | 87510        |
| Saint-Laurent-les-Églises                          | 842                      | 27,37      | 31               | 87157      | 87340        |
| Saint-Léger-la-Montagne                            | 358                      | 32,62      | 11               | 87159      | 87340        |
| Saint-Priest-Taurion                               | 2.896                    | 27,00      | 107              | 87178      | 87480        |
| Saint-Sulpice-Laurière                             | 804                      | 14,31      | 56               | 87181      | 87370        |
| Saint-Sylvestre                                    | 922                      | 30,91      | 30               | 87183      | 87240        |
| Thouron                                            | 563                      | 13,73      | 41               | 87197      | 87140        |
| Vaulry                                             | 397                      | 16,03      | 25               | 87198      | 87140        |
| Communauté de communes Élan Limousin Avenir Nature | 27.459                   | 611,45     | 45               | –          | –            |